# Snoqualmie
Snoqualmie is een plaats (city) in de Amerikaanse staat Washington, en valt bestuurlijk gezien onder King County.

## Demografie
Bij de volkstelling in 2000 werd het aantal inwoners vastgesteld op 1631.
In 2006 is het aantal inwoners door het United States Census Bureau geschat op 6862, een stijging van 5231 (320.7%).

## Geografie
Volgens het United States Census Bureau beslaat de plaats een oppervlakte van
13,4 km², waarvan 13,3 km² land en 0,1 km² water. Snoqualmie ligt op ongeveer 130 m boven zeeniveau.

## Plaatsen in de nabije omgeving
De onderstaande figuur toont nabijgelegen plaatsen in een straal van 16 km rond Snoqualmie.